# Juvigny-en-Perthois
Juvigny-en-Perthois és un municipi francès situat al departament del Mosa i a la regió del Gran Est. L'any 2007 tenia 135 habitants.

## Demografia

### Població
El 2007 la població de fet de Juvigny-en-Perthois era de 135 persones. Hi havia 60 famílies, de les quals 20 eren unipersonals (4 homes vivint sols i 16 dones vivint soles), 24 parelles sense fills i 16 parelles amb fills.
La població ha evolucionat segons el següent gràfic:
Habitants censats

### Habitatges
El 2007 hi havia 72 habitatges, 60 eren l'habitatge principal de la família, 9 eren segones residències i 3 estaven desocupats. 70 eren cases i 1 era un apartament. Dels 60 habitatges principals, 57 estaven ocupats pels seus propietaris i 3 estaven llogats i ocupats pels llogaters; 1 tenia una cambra, 4 en tenien dues, 3 en tenien tres, 17 en tenien quatre i 35 en tenien cinc o més. 45 habitatges disposaven pel capbaix d'una plaça de pàrquing. A 24 habitatges hi havia un automòbil i a 28 n'hi havia dos o més.

### Piràmide de població
La piràmide de població per edats i sexe el 2009 era:
| Homes | Edats   | Dones |
| ----- | ------- | ----- |
| 0     | 95 o +  | 0     |
| 0     | 90 a 94 | 0     |
| 0     | 85 a 89 | 4     |
| 0     | 80 a 84 | 0     |
| 0     | 75 a 79 | 0     |
| 4     | 70 a 74 | 4     |
| 0     | 65 a 69 | 12    |
| 16    | 60 a 64 | 8     |
| 0     | 55 a 59 | 4     |
| 0     | 50 a 54 | 4     |
| 4     | 45 a 49 | 4     |
| 8     | 40 a 44 | 0     |
| 8     | 35 a 39 | 0     |
| 0     | 30 a 34 | 4     |
| 8     | 25 a 29 | 8     |
| 8     | 20 a 24 | 0     |
| 8     | 15 a 19 | 4     |
| 8     | 10 a 14 | 4     |
| 0     | 5 a 9   | 0     |
| 8     | 0 a 4   | 4     |

## Economia
El 2007 la població en edat de treballar era de 75 persones, 60 eren actives i 15 eren inactives. De les 60 persones actives 55 estaven ocupades (33 homes i 22 dones) i 5 estaven aturades (4 homes i 1 dona). De les 15 persones inactives 5 estaven jubilades, 4 estaven estudiant i 6 estaven classificades com a «altres inactius».

### Ingressos
El 2009 a Juvigny-en-Perthois hi havia 60 unitats fiscals que integraven 137 persones, la mediana anual d'ingressos fiscals per persona era de 15.548 €.

### Activitats econòmiques
Dels 2 establiments que hi havia el 2007, 1 era d'una empresa extractiva i 1 d'una empresa de fabricació d'altres productes industrials.
L'any 2000 a Juvigny-en-Perthois hi havia 3 explotacions agrícoles.

## Poblacions més properes
El següent diagrama mostra les poblacions més properes.